# 普洛旺
普洛旺（法語：Plovan，法語發音：[plɔvɑ̃]）是法国菲尼斯泰尔省的一个市镇，属于坎佩尔区。

## 地理
普洛旺（47°54'57"N, 4°21'46"W）面积15.75 平方千米，位于法国布列塔尼大區菲尼斯泰尔省，该省份为法国最西部的省份，位于布列塔尼半岛西部，北西南三面环大西洋，东临阿摩尔滨海省和莫尔比昂省。
与普洛旺接壤的市镇（或旧市镇、城区）包括：珀姆里特、普洛加斯泰勒-圣日耳曼、普尔德勒济克、特雷奥加特。

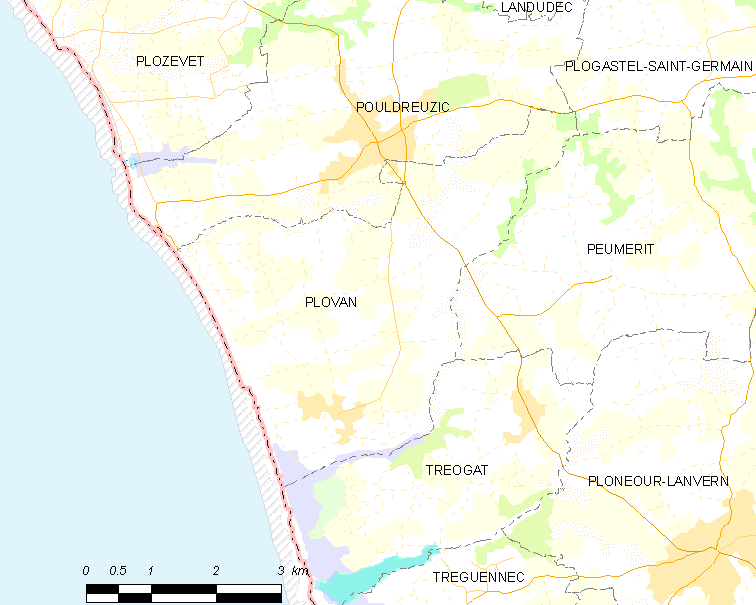
普洛旺的OSM定位图

普洛旺的时区为UTC+01:00、UTC+02:00（夏令时）。

## 行政
普洛旺的邮政编码为29720，INSEE市镇编码为29214。

## 政治
普洛旺所属的省级选区为普洛内乌尔-朗韦恩县。

## 人口

1962-2008年间普洛旺人口变化图示

普洛旺于2022年1月1日时的人口数量为682人。